# 天主教坦皮科教區
天主教坦皮科教區（拉丁語：Dioecesis Tampicensis）是墨西哥一個羅馬天主教教區，屬蒙特雷總教區。
教區的前身是塔毛利帕斯宗座代牧區，成立於1861年8月13日，1870年3月12日升為維多利亞城-塔毛利帕斯教區。1922年教座從維多利亞城遷至坦皮科。1958年2月25日易名至今。
教區位於塔毛利帕斯州東南部。2004年有教友1,150,000人（佔轄區總人口93.2%）、六十四個堂區、125名司鐸。現任教區主教為若瑟·赫門·阿爾瓦雷斯-卡諾，榮休主教為辣法厄爾·加拉爾多-加爾西亞。